# Dandy

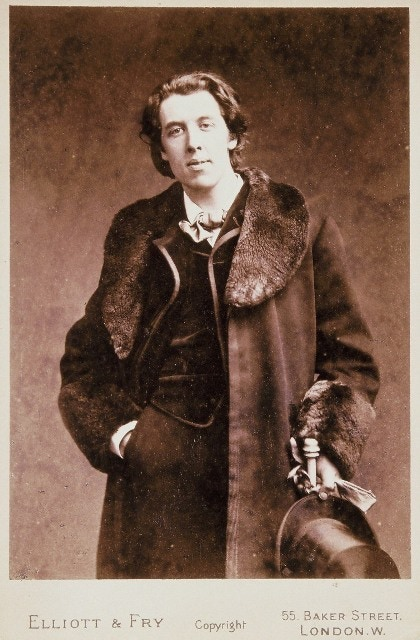
Oscar Wilde (1854-1900), door Elliot and Fry, 19 maart 1881

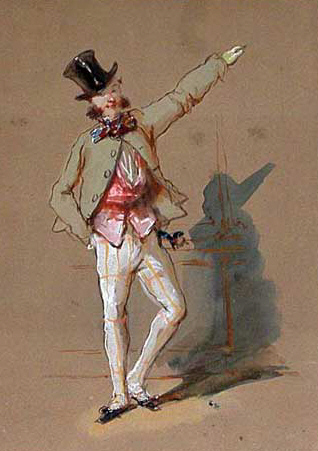
Karikatuur van een Parijse dandy door Paul Gavarni (1804-1866)

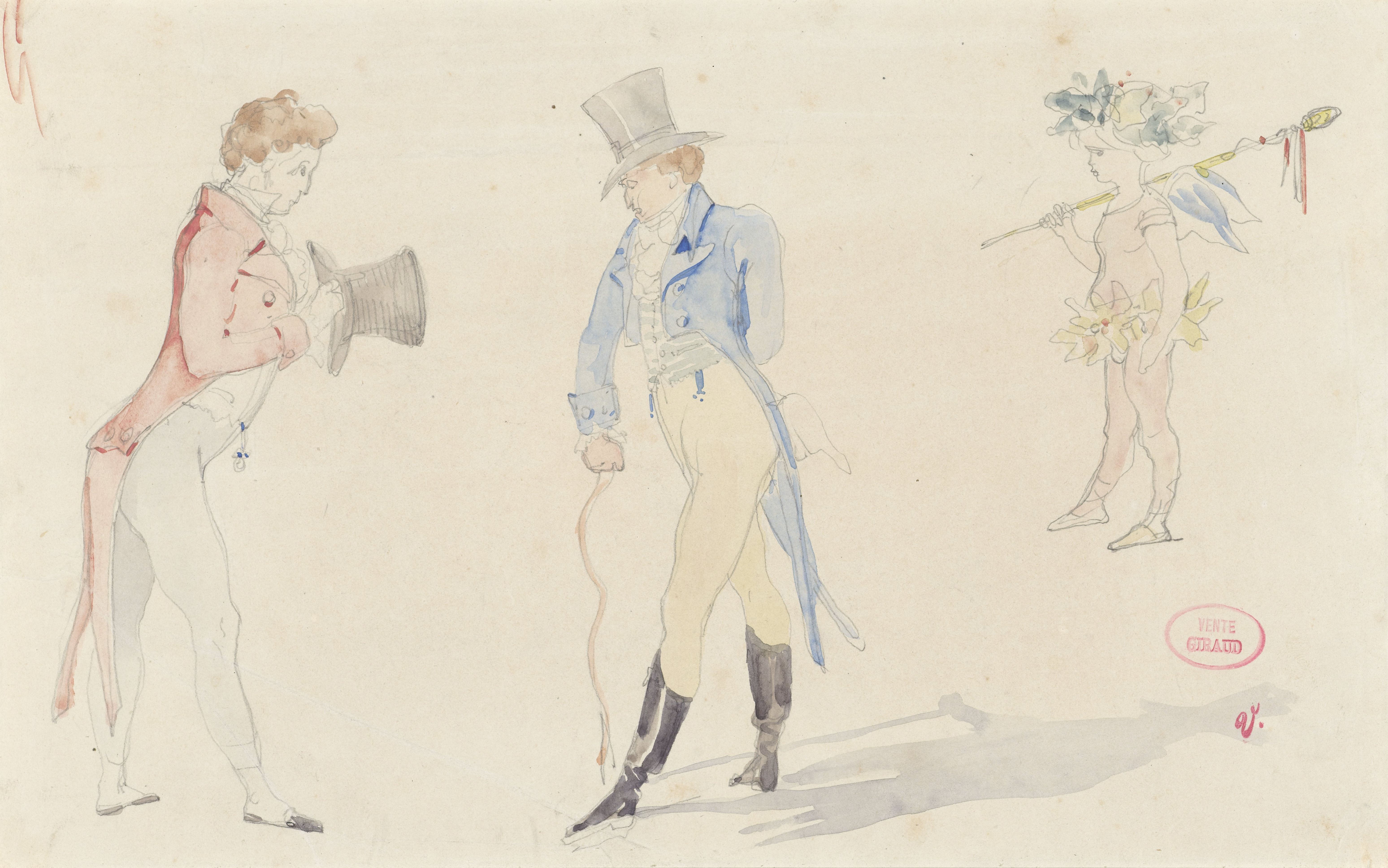
Twee elkaar ontmoetende dandies en een ballet-amour.

Een dandy is iemand, doorgaans een man, die vanuit zijn levensbeschouwing veel aandacht besteedt aan zijn uiterlijk en voorkomen. Het dandyisme begon als een vorm van verzet tegen de Franse Revoluties rond 1790. Een criterium voor dandyisme is het kunnen relativeren van het eigen ik, waardoor het van snobisme kan onderscheiden worden. Het dandyisme manifesteert zich steeds als een paradoxaal fenomeen. De dandy moest kiezen tussen twee tegengestelde gedragingen: de kunst van het behagen en de kunst van het behagen door te ontstemmen.
De term dandy is het Engelse synoniem voor het Nederlandse 'fat' of 'pronker'. Het woord dandy is afkomstig uit India, waar het verwees naar de wandelstokken die de officieren van het Britse Rijk bij zich droegen.
De last dandy standing, Sir Max Beerbohm, zou nog tot aan zijn dood in 1956 de levenswijze van de dandy in ere houden, maar ook hij noemde de dandy's van rond 1900:
"a now extinct species, a lost relic of the eighteenth century and of the days before the great Reform Bill of 1832; a leisurely personage, attired with great elaboration, on his way to one of his many clubs; not necessarily interesting in himself; but fraught with external character and point; very satisfactory to those for whom the visible world exists."

## Geschiedenis

### Engeland in het victoriaans tijdperk
Dandyisme wordt vooral geassocieerd met de 19e-eeuwse, victoriaanse Engelsman, die zich bekwaamde in het elegant overkomen in kleding en gedrag, alsook in het gevat uit de hoek komen. In die (oorspronkelijke) zin is een dandy vaak iemand die, hoewel hij graag van het establishment deel uitmaakt, het tegelijk ironiseert.
Oscar Wilde (1854-1900) was een beroemd prototype van de vergevorderde dandy net als George Brummell (1778-1840) de legendarische koning van de dandy's. De geschiedenis van het dandyisme speelt zich ongeveer tussen hen beide af.
Rond 1800 verschenen de dandy's voor het eerst flanerend op de trottoirs van het modieuze West End in Londen. Jongemannen van aristocratische afkomst, en jonge mannen met tijd: tijd om gezien te worden, en ook alle tijd om daar rekening mee te houden. Deze gewaardeerde jongeheren werden aangeduid als Bondstreet Loungers of Macaroni's. Zij introduceerden de kunst van het flaneren.
In Engeland was zijn rol rond 1830 uitgespeeld. Die rol was groots geweest, dankzij het succes van één man. Eén man die persoonlijk verantwoordelijk gehouden kan worden voor het succes van de dandy, de eerste dandy waaruit alle clichés zijn ontstaan: George Bryan "Beau" Brummell.
In 1833, toen in Frankrijk de dandy meer en meer een vaste plaats in de society verwierf, werd in Engeland de kritiek ingezet door Thomas Carlyle, in een hoofdstuk uit Sartor Resartus, getiteld "The Dandical Body":
"Een dandy is een klerendragende man, een man wiens handel, werk en bestaan bestaat uit het dragen van kleren. Elk facet van zijn ziel, geest, beurs en persoon is heldhaftig gewijd aan dit ene doel, het verstandig en goed dragen van kleren: zodat zoals anderen zich kleden om te leven, hij leeft om zich te kleden."

### Frankrijk
Eugène Ronteix, auteur van succesvolle veaudevilles, stigmatiseert in zijn "Manuel de fashionable ou guide de l'élégant" (1829) de dandy als volgt:
"Zie dit monster van fatuïteit [...]. Dit wezen van twijfelachtig geslacht, kleed hem in de meest belachelijke kleren, kam zijn haar zo dat men de lengte kan interpreteren met hoorns; een enorme stropdas, een dwaze air, een enorme knijpbril dom gericht op een of ander opgeblazen gezicht, en daar heb je een dandy, Goddam!"
Honoré de Balzac's visie hierover vinden we terug in het volgende citaat uit zijn "Traité de la vie élégante" (1830) , een reeks van 5 artikelen over het elegante leven, dat verscheen in het Franse weekblad La Mode (tussen 2 oktober en 6 november 1830):
"Dandyisme is een ketterij van het elegante leven [...], een aanstellerij van de mode. Door een Dandy te worden, wordt een man een boudoirmens, een uiterst vernuftige etalagepop [begrijp: een winkelpop] die op een paard of op een sofa kan zitten, die handig op het uiteinde van zijn wandelstok bijt of kauwt; maar een denkend wezen ? nooit. De man die alleen mode in mode ziet, is een dwaas. Het elegante leven sluit gedachte noch wetenschap uit; het wijdt ze in. Zij moet niet alleen leren van de tijd te genieten, maar deze ook in een zeer hoge orde van ideeën te gebruiken."— Balzac, Traité de la vie élégante, La Pléiade, 1990, t. XII, p. 247
In zijn essay "Du dandyisme et de G. Brummell" (1845) benadert de Franse schrijver Jules Barbey d'Aurevilly (1808-1889) het dandyisme als cultuurhistorisch verschijnsel, dat in de persoon van Beau Brummell (1778-1840) zijn oorsprong en tegelijk zijn ultieme verpersoonlijking vond. In de ogen van Barbey d'Aurevilly is de dandy een zelfbewuste, volstrekt onafhankelijke figuur die zich afzet tegen alles wat naar middelmatigheid en uniformiteit neigt:
"De dandy sublimeert zijn leven met precisie, elegantie, ironie en raffinement tot een kunstwerk."
Charles Baudelaire (1821-1867) sublimeert het dandyisme door het te ontdoen van al zijn nut, en hem te herdefiniëren als "Poète dandesque:
"Enkele gedesintegreerde, walgelijke, luie mannen, maar allen rijk, met een aangeboren kracht, kunnen het plan opvatten om een nieuw soort aristocratie te stichten, die des te moeilijker te breken is, omdat zij gebaseerd zal zijn op de kostbaarste, onverwoestbare vermogens, en op de hemelse gaven die werk en geld niet kunnen verschaffen."
Parijs kende een belangrijke Poolse gemeenschap: de componist Frédéric Chopin en de dichters Juliusz Słowacki en Zygmunt Krasiński kunnen beschouwd worden als dandy's in het Parijse milieu. Słowacki schreef op 7 maart 1832 aan zijn moeder:
"'s Morgens ben ik een literair man, ik corrigeer de drukproeven, ik schrijf, ik kopieer; 's avonds, vanaf half tien, word ik een Engelse 'Dandy' en ik moet bekennen dat ik dat prettig vind; ik doe mijn best om ervoor te zorgen dat niemand kan raden wie ik 's morgens was. De volgende dag ruim ik alle sporen op van mijn 'fatuité' van de vorige avond."
Terwijl Słowacki een dandy was die graag provoceerde, was Chopin een dandy die nooit provoceerde, maar een transparante elegantie aan de dag legde. Hij had steeds een kleermaker, een handschoenleverancier en een schoenmaker die hij regelmatig bezocht.
Casimir de Woźnicki (1878-1949), een jonge Poolse dandy uit het fin de siècle, installeerde zich in Parijs en vertaalde de werken van dandy's als Barbey d'Aureville en Huysmans. Deze Poolse epigoon van het dandyisme droeg vooral Joseph Poniatowski en Zygmunt Krasińki nauw aan het hart.

### België
Van bij de aanvang van zijn carrière gebruikte Stijn Streuvels het beeld om zijn imago vorm te geven en uit te dragen. Zijn indrukwekkende snor speelt als visueel kenmerk een niet te onderschatten rol. Het levert iconische beelden op, zoals Streuvels, als jonge dandy, surplace poserend op zijn fiets, sigaartje in de hand en de snorpunten met pommade aangezet.
De Belgische singer-songwriter Stromae wordt beschouwd als stijlicoon en typevoorbeeld van de hedendaagse zgn. Parijse dandy.

### Nederland
In het fin de siècle was het fenomeen al zozeer getrivialiseerd dat de Nederlandse schrijver Louis Couperus zijn reputatie als dandy voornamelijk aan zijn gepunteerde nagels en zijn geforceerde falsetstem te danken had. Zowel Wilde als Couperus hebben hun publiciteit deels te danken aan het shockeffect van hun androgynie, het uitdragen van zowel mannelijke als vrouwelijke kenmerken. Couperus gebruikte aldus zijn androgynie als decadent motief om de burgermaatschappij te shockeren. De meest aangehaalde dandy's uit de werken van Louis Couperus zijn de overgevoelige en nerveuze Vincent Vere (Eline Vere, 1889) en de aristocraat Bertie van Maeren (Noodlot, 1891), die met zijn "verwijfde fattigheid" anderen laat verbazen en er zelf schijnbaar onbewogen onder lijkt.
Na Louis Couperus is de bekendste kunstenaar die tot de Nederlandse dandy's gerekend wordt Karel Joan Lodewijk Alberdingk Thijm (1864-1952), beter bekend onder zijn pseudoniem Lodewijk van Deyssel. Als tijdgenoot van Louis Couperus en mede-tachtiger heeft van Deyssel zich uitgelaten over het dandyisme als levenshouding. In zijn tweede bundel Verzamelde Opstellen onderscheidt hij twee typen dandy's: de "sobere" dandy en de "echte" dandy. Deze echte dandy was een levenskunstenaar, maar dan in negatieve zin. In tegenstelling tot de "sobere dandy" die dichter-kunstenaar was, kreeg de levenskunstenaar door Van Deyssel eigenschappen toebedeeld die meestal uit de woorden van critici van het dandyisme werden opgetekend. Een van deze eigenschappen is het eerder genoemde overdreven netjes gekleed gaan en een androgyne persoonlijkheid. Van Deyssel schaarde Louis Couperus dan ook bij de "echte" dandy's, en ook Oscar Wilde veroordeelde hij tot deze categorie.

### Duitsland
Prins Hermann von Pückler-Muskau.

### Verenigde Staten van Amerika
De Amerikaanse schrijver Truman Capote (1924-1984) stond bekend als een dandy.

## Dandyisme en politieke stijl
Dandyisme kan ook een politiek stijlfiguur zijn. De Nederlandse politicus Pim Fortuyn was de bekendste politieke dandy van de afgelopen tijd. Als theatraal tegendraads politicus viel Fortuyn op door zijn uiterlijke vertoon (zijn royale woning genaamd Palazzo di Pietro, maatpakken, Daimler, butler Herman), vriendschappen met vermogende ondernemers als vastgoedmakelaars (Harry Mens) en platenbazen (Herman Heinsbroek, Willem van Kooten), hondjes en formuleerde hij zijn politieke denkbeelden provocatief (getuige het eerste deel van zijn bekende uitspraak 'Ik zeg wat ik denk en ik doe wat ik zeg'). Fortuyn wist met zijn optreden een groot publiek te betoveren en hield bij leven het publieke debat in Nederland een half jaar lang in de ban.
Andere bekende politieke dandy's waren onder meer de 19e-eeuwse Britse staatsman Benjamin Disraeli en de Vlaamse dichter Paul van Ostaijen (1896-1928).

## De Black Dandy
De geschiedenis van de black dandy als zwarte stijlfiguur vertelt de soms uitbundige, soms gekwelde relatie tussen kleding en identiteit van zwarte mensen. Hoewel dandy's in de westerse cultuur het best bekend staan als modieus geklede estheten, verandert hun extravagante lichamelijke vertoning echter in een manier van sociale, culturele en politieke kritiek.
Het zwarte dandyisme vindt zijn oorsprong in het begin van het Europees kolonialisme van Afrika. Reeds in de 15e en 16e eeuw werden jonge kinderen uit Afrika, voornamelijk jongens, door de elite naar Europa geïmporteerd als een speciaal soort bedienden - als "luxe" slaven. Deze tendens om jonge Afrikanen als huisdieren te houden, hen luxueus te kleden en hen soms op te voeden en op te leiden tot gezellen, werd later nog populairder tijdens de Britse controle over de slavenhandel in de 18e eeuw. Deze gedandifieerde zwarten begrepen en profiteerden van hun status als sociaal spektakelstuk: sommigen van hen werden beroemdheden; anderen werden, na een tijd als luxeslaven te hebben gewerkt, vroege leden van de vrije zwarte Britse gemeenschap. Door hun spectaculaire karakter werden deze zwarten ook een deel van de literaire en visuele cultuur, en werden zij personages op het toneel en ook het onderwerp van schilderijen, prenten en politieke spotprenten die soms de rijken waardeerden en soms bekritiseerden die probeerden zwarten te domesticeren door middel van overdadige kleding. Deze praktijk gaf de tot slaaf gemaakte en vrij werkende zwarten een strategie waarmee ze hun eigen identiteit konden definiëren: het puntig herschikken van kleding, gebaar en humor.

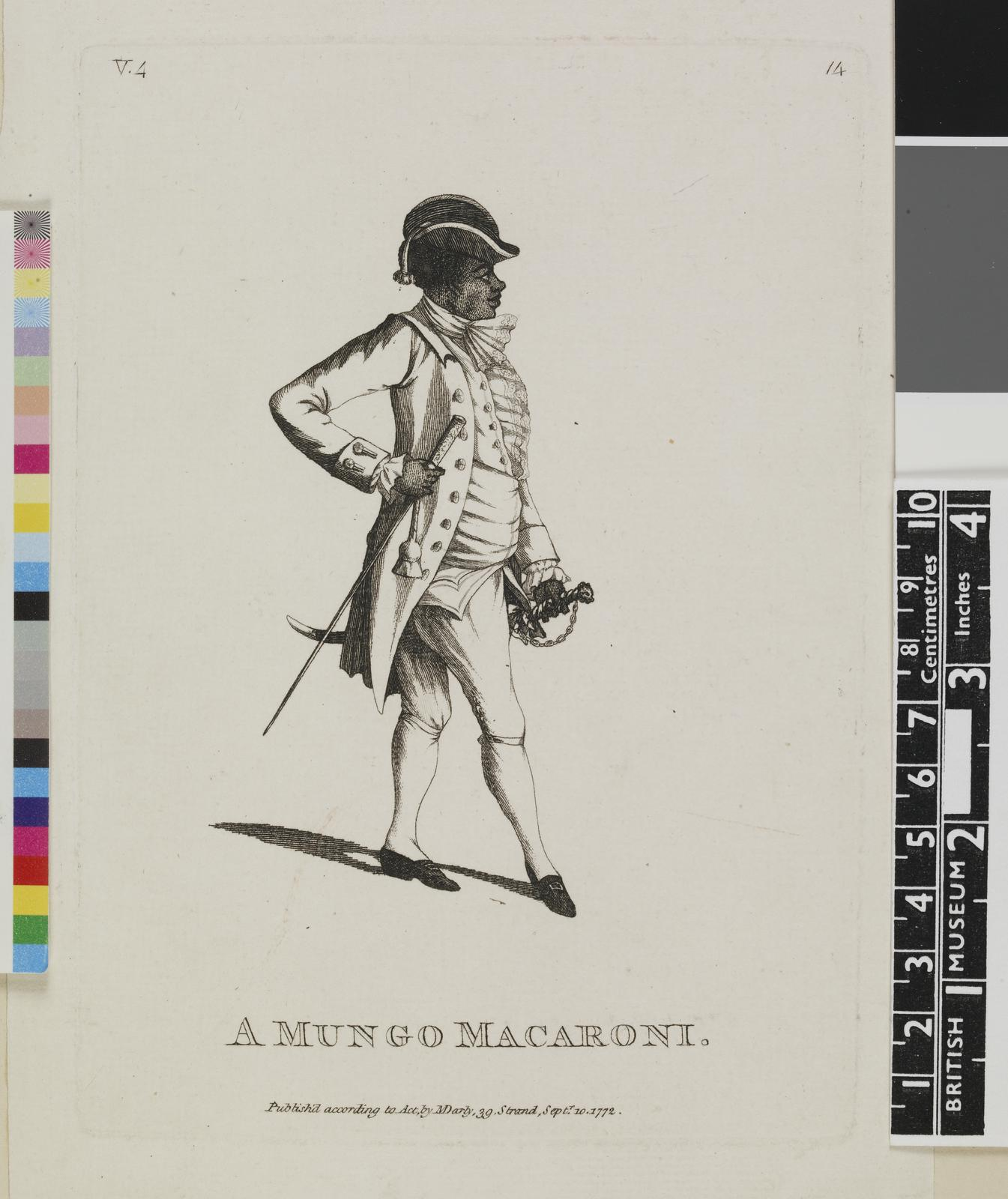
Een man van Afrikaanse afkomst, gekleed als macaroni (1772)

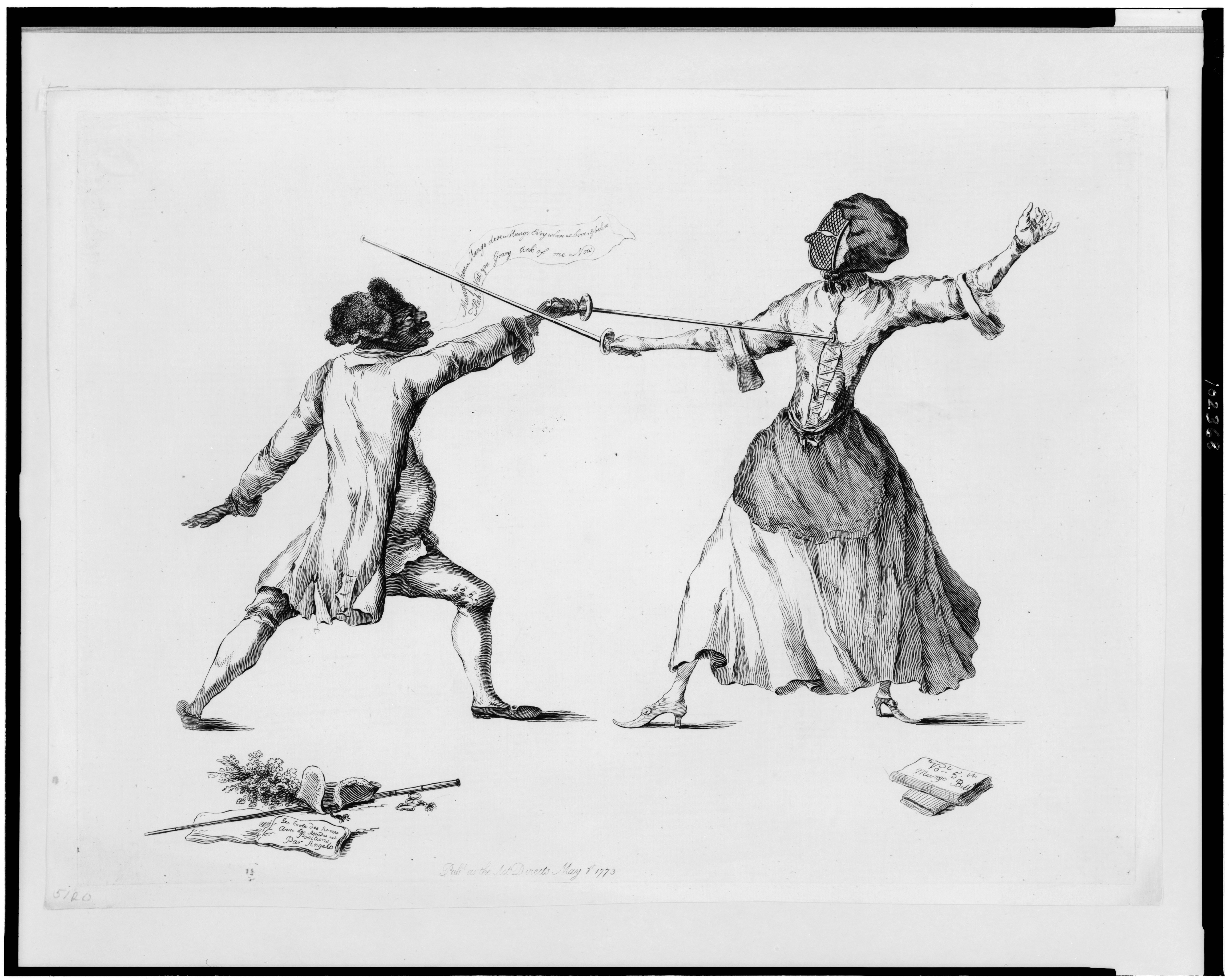
De hertogin van Queensberry en Soubise (1773)

Een voorbeeld hiervan is Julius Soubise, die als tienjarige werd geschonken aan Catherine Douglas-Hyde, hertogin van Queensberry (1701-1777). Soubise werd voor haar van de Caraïben overgebracht naar Engeland. Zij ontfermde zich vol overgave over de kleine Soubise. De flamboyante Soubise werd door de hertogin opgenomen als eigen kind en groeide op binnen haar gezin. Hij genoot een geprivilegieerde opvoeding, was een volwaardig lid van de 'high society' en mocht zich vrijelijk modieus en uitbundig kleden. Dat deed hij met veel flair. Hij leerde ook muziek spelen, zoals het vioolspel. Hij was in feite al een eeuw voordat de stroming opgang deed een dandy. Er zijn diverse karikaturen van hem in omloop als de figuur 'Mungo Macaroni'. Macaroni was in die tijd een synoniem voor een opgesmukte man. Mungo verwijst naar het hebben van een slavenverleden. Soubise werd persoonlijke paardrij-instructeur en schermleraar van de hertogin. Dit verleende hem nadien een mooie springplank naar zijn verdere, kleurrijke carrière. Hij verliet namelijk de hertogin en vestigde zich in India, waar hij een rijschool opstartte. De hertogin stierf twee dagen na zijn vertrek.
Toen Europa de Amerika's koloniseerde, kreeg de zwarte dandy een andere betekenis omdat de omstandigheden van slavernij heel anders waren. In Europa leefden de gedandomiseerde slaven meestal met hun meesters in individuele huishoudens, waardoor hun "maskerade" als elites veel gemakkelijker te beheren was. In Amerika beleefden de meeste slaven, vooral in de 19e eeuw, de slavernij in grotere groepen op boerderijen en plantages, waardoor dit spel met kleding en status veel meer angst opwekte. Zwarten die zich in de koloniale periode van Amerika verkleedden, konden daarom ofwel deel uitmaken van de luxe slaventraditie, ofwel deelnemen aan carnavaleske cross-dressing festivals waarbij slaven en vrije mensen de kleding van hun meester droegen, als symbool van een tijdelijke, vreugdevolle machtsruil. Later, vooral vlak voor de afschaffing, konden het slaven zijn die erin slaagden kleding te ruilen of te kopen voor speciale gelegenheden (zondag, bruiloften, festivals) of pas vrije, stedelijke zwarten die ernaar streefden zich op straat met waardigheid en zelfrespect te presenteren. Dit zwarte spel met kleding bleef niet onopgemerkt, want op verschillende manieren vormde het een bedreiging voor de status quo en getuigde het van een zwarte creativiteit en veerkracht. Het getoonde dandyisme stelde zwarten en blanken in staat zich een voorstelling te maken van het potentieel van de tot slaaf gemaakten, van zwarte sociale en economische mobiliteit, onderwijs en gelijkheid. Deze gedachten waren zo bedreigend voor de meerderheid dat het onderdrukken ervan een nationale zorg werd. In de 19e eeuw was de populairste vorm van vermaak de minstrel show, waarin twee hoofdfiguren werden afgekraakt: de darky van de plantage en de zwarte dandy, die onvolledig opgeleid, seksueel losbandig, hebzuchtig, sluw en ostentatief gekleed was.
Toen Afro-Amerikanen meer controle kregen over hun representatie in literatuur en beeldcultuur, werd de blackface dandy karikatuur en zijn verdachtmaking van Afro-Amerikaanse intelligentie, mannelijkheid, moreel karakter, en esthetisch gevoel, een primair doelwit voor hervorming. Schrijvers als Charles Chesnutt, Nella Larsen en anderen die geïnteresseerd waren in het presenteren van beelden van "Nieuwe Negers" creëerden personages waarvan de elegante uiterlijke verschijning de respectabiliteit, waardigheid, wijsheid en rechtschapenheid uitstraalde waarvan zij wisten dat die kenmerkend waren voor het zwarte leven. Deze inspanning om nieuwe, meer realistische, geïdealiseerde of zelfbedachte beelden te presenteren bloeide op in de Nieuwe Neger of Harlem Renaissance, toen er een explosie was van nieuwe zwarte stijl, zowel op straat als in literatuur, kunstwerken, en theater. Deze verhoogde concentratie op zwarte beelden en stijl bracht zelfs het dandyisme in een aantal richtingen: groepen begonnen elegante, modieuze of opvallende kleding te gebruiken om hun aanwezigheid aan te kondigen. Mensen die als dandy werden gezien, waren te vinden in literaire salons, op het toneel in de musical Chocolate Dandies,paraderend op Harlem's Seventh Avenue of Chicago's Stroll, in het publiek bij Small's Paradise, zittend voor portretten in James Van Der Zee's studio, of als publiek en deelnemers aan Harlem's beroemde drag balls. Ondanks de vele manieren waarop men een dandy in dit tijdperk kon identificeren of definiëren, kwam de figuur nog steeds in opspraak toen debatten woedden over de doeltreffendheid van het imago in het streven naar burgerrechten en politieke rechten.
In de latere 20e eeuw hebben zwarte dandy's en dandyisme nog meer vormen aangenomen, omdat de entertainmentindustrie is gaan steunen op, en gevoed wordt door de evolutie van vooral zwarte muziek- en kledingstijlen. Entertainers zoals Duke Ellington, Little Richard, Prince, Snoop Dog, en Andre 3000 van Outkast worden beschouwd als dandy's.
In de 21e eeuw heeft het dandyisme een wending genomen doordat hiphopmoguls, zoals Sean "P. Diddy" Combs, zelf ontwerpers en CEO's van modehuizen zijn geworden die zowel urban looks als maatpakken produceren die internationaal worden verkocht. De zwarte stijl wordt mainstream en mediagestuurd, en brengt nieuwe relaties tussen zwartheid, mannelijkheid, seksualiteit, kosmopolitisme en consumptie.